# 38829 Vandeputte
38829 Vandeputte este o planetă minoră (asteroid), cu un diametru de 2,027 km, din centura de asteroizi. A fost descoperită pe 4 septembrie 2000 la Stația Anderson Mesa de Lowell Observatory Near-Earth-Object Search. 
Obiectul prezintă o orbită caracterizată de o semiaxă mare de 2,3519366 UAi, o excentricitate de 0,11, o înclinație de 5,8391 ° în raport cu ecliptica.